# Tzintzuntzan (kommun)
Tzintzuntzan är en kommun i Mexiko.   Den ligger i delstaten Michoacán de Ocampo, i den södra delen av landet, 250 km väster om huvudstaden Mexico City. Arean är 165 kvadratkilometer.
Terrängen i Tzintzuntzan är kuperad österut, men västerut är den platt.
Följande samhällen finns i Tzintzuntzan:
- Tzintzuntzán
- Los Corrales
- El Jagüey
- El Tigre
- Ichupio
- Tarerío
- Patambicho
- Colonia Lázaro Cárdenas
- Nuevo Rodeo
- La Granada
- La Noria
- La Vinata